# ایشان پاندیتا
ایشان پاندیتا (انگلیسی: Ishan Pandita؛ زادهٔ ۲۶ مهٔ ۱۹۹۸) بازیکن فوتبال است.
وی همچنین در تیم ملی فوتبال هند بازی کرده‌است.